# Kimula botosaneanui
Kimula botosaneanui is een hooiwagen uit de familie Minuidae.